# The Secret Millionaire
The Secret Millionaire è un programma televisivo di genere docu-reality in onda in prima serata su Italia 1 dal 2016. È basato sul format di origine inglese The Secret Millionaire trasmesso su Channel 4.

## Il programma
In ogni puntata, un imprenditore benestante e milionario a capo di un'azienda, decide di fare per una settimana il povero abbandonando i propri agi abituali ed andare a vivere in un quartiere degradato di una città per dieci giorni, sotto copertura. Durante la sua esperienza, conoscendo persone meritevoli da aiutare con le proprie ricchezze al termine dei dieci giorni rivelerà la propria identità e deciderà quali persone aiutare.

## Edizioni

### Prima edizione
| Puntata | Messa in onda  | Imprenditore     | Città visitata         | Settore               | Telespettatori | Share |
| ------- | -------------- | ---------------- | ---------------------- | --------------------- | -------------- | ----- |
| 1       | 14 luglio 2016 | Armando Saggese  | Borgata Corviale, Roma | Abbigliamento         | 823.000        | 4,07% |
| 2       | 21 luglio 2016 | Fabrizio Rigolio | Marcianise, Caserta    | Accessori per la moto | 715.000        | 3,97% |